# Perkoz olbrzymi
Perkoz olbrzymi (Podiceps major) – gatunek dużego ptaka z rodziny perkozów (Podicepodidae), zamieszkujący południową i zachodnią część Ameryki Południowej. Nie jest zagrożony wyginięciem.

## Systematyka
Takson ten dawniej bywał umieszczany w rodzaju Aechmophorus. W 1994 roku Bocheński wyodrębnił ten gatunek z rodzaju Podiceps i nadał mu nową nazwę rodzajową Podicephorus; rodzaj ten nie jest jednak obecnie akceptowany. Wyróżnia się dwa podgatunki: P. major major i P. major navasi.

## Zasięg występowania
Perkoz olbrzymi zamieszkuje w zależności od podgatunku:
- P. major major (Boddaert, 1783) – perkoz olbrzymi – występuje od Paragwaju i południowych krańców Brazylii po Patagonię i środkowe Chile. Osobna populacja na wybrzeżach Peru. Widywany jest również sporadycznie na Falklandach.
- P. major navasi Manghi, 1984 – perkoz czarnogłowy[5] – żyje w fiordach w południowym Chile i na terenie andyjskiego jeziora Llanquihue. W okresie pozalęgowym wędruje na tereny morskie, przede wszystkim w okolice Wysp Chiloé u zachodnich wybrzeży Chile.

## Morfologia
Jest największym gatunkiem perkoza na świecie, masą ciała bardziej przypominając kormorana lub gęś. Mierzy 67–80 cm i waży około 1600–2000 g. Ptaki posiadają rdzawą szyję i pierś, przechodzący w czarny na grzbiecie i białawy na brzuchu. Głowa jest koloru szarego, oczy rudo-brązowe. Obie płcie są podobnie upierzone, ale samice są mniejsze.

## Ekologia i zachowanie
Perkoz olbrzymi preferuje zazwyczaj otwarte akweny. Najczęściej spotykany na jeziorach o niezbyt głębokiej wodzie i na spokojnych rzekach, często otoczonych lasami. Poza sezonem lęgowym gatunek ten można spotkać wzdłuż wybrzeży, w ujściach rzek i zatokach, a czasem nawet na otwartym morzu.
Pożywienie perkoza olbrzymiego stanowią przede wszystkim ryby, których rozmiar może sięgać nawet 11 cm. Ponadto żywi się także skorupiakami, owadami oraz mięczakami. Dietę urozmaica krabami, głównie w okresie zimowym.
Jest gatunkiem umiarkowanie socjalnym i niekiedy gnieździ się w koloniach. Gniazduje od października do stycznia, w czasie lata na półkuli południowej. Lęgnie się zazwyczaj 2 razy w roku, składając każdorazowo 3–6 jaj. Inkubacja trwa 25–30 dni i zajmują się nią oboje rodzice. Pisklęta opuszczają gniazdo wkrótce po wykluciu. Potrafią pływać i nurkować, ale samica przez pierwsze dni często wozi je na grzbiecie. W okresie pisklęcym są karmione przez rodziców. W pełni opierzone stają się po 44–75 dniach od wyklucia.

## Status
IUCN uznaje perkoza olbrzymiego za gatunek najmniejszej troski (LC – Least Concern) nieprzerwanie od 1988 roku. Liczebność populacji szacuje się na około 50 tysięcy osobników. Globalny trend liczebności uznawany jest za stabilny, choć trendy liczebności niektórych populacji nie są znane.